# Werchnioinhulśke
Werchnioinhulśke (ukr. Верхньоінгульське) – wieś na Ukrainie, w obwodzie kirowohradzkim, w rejonie kropywnyckim, w hromadzie Ketrysaniwka. W 2001 liczyła 394 mieszkańców, spośród których 362 wskazało jako ojczysty język ukraiński, 24 rosyjski, 2 mołdawski, 2 ormiański, a 4 romski.